# Jotie T'Hooft Poëzieprijs
De Jotie T'Hooft Poëzieprijs is een literaire prijs vernoemd naar de Belgische dichter Jotie T'Hooft.
De poëzieprijs werd in 2008 voor het eerst uitgereikt. Ze wordt tweejaarlijks (op een paar uitzonderingen na) uitgereikt in Oudenaarde en bekroont het beste neo-romantische gedicht van het jaar. Als inspiratiebron dienen dus de vlucht voor het bestaan, de dood, zelfmoord, het onvervulbare verlangen, de spanning tussen ideaal en werkelijkheid, de droom, het ontvluchten van de werkelijkheid en het verlangen naar zuiverheid. De wedstrijd verloopt over drie categorieën:
Een jeugdprijs voor kinderen tot 14 jaar,
Aanmoedigingsprijs voor kinderen van 15 tot 18 jaar
Hoofdprijs voor volwassenen.
In de jury zetelden reeds bekende auteurs zoals Marc De Bel en Brigitte Minne. Verder wordt de jury vertegenwoordigd door andere dichters zoals Daniel Billiet en Jotie T'Hooft kenners en leden van de cultuurraad van de stad Oudenaarde. Ook de weduwe van T'Hooft Ingrid Weverbergh maakt deel uit van de jury. De Jotie T'Hooft Poëzieprijs deelt voor 900 euro aan prijzen uit en is anno 2023 aan zijn achtste editie toe. De Jotie T' Hooft Poëzieprijs geeft postuum erkenning aan de dichter die zich in 1977 van het leven beroofde.
Laureaten van de hoofdprijs voor volwassenen:
| Jaar      | 1e prijs           |
| --------- | ------------------ |
| 2007-2008 | Tom Van Cleemput   |
| 2009-2010 | Cyriel Gladines    |
| 2011-2012 | Hanneke van Eijken |
| 2014-2015 | Laurens Hoevenaren |
| 2017-2018 | Jan Smulders       |
| 2019-2020 | Gino Dekeyzer      |
| 2021-2022 | Raymond Tilma      |
| 2023-2024 | Michel Schynkel    |